# Euphyia frustata
Euphyia frustata är en fjärilsart som beskrevs av Treitschke 1828. Euphyia frustata ingår i släktet Euphyia och familjen mätare. Inga underarter finns listade i Catalogue of Life.

## Bildgalleri

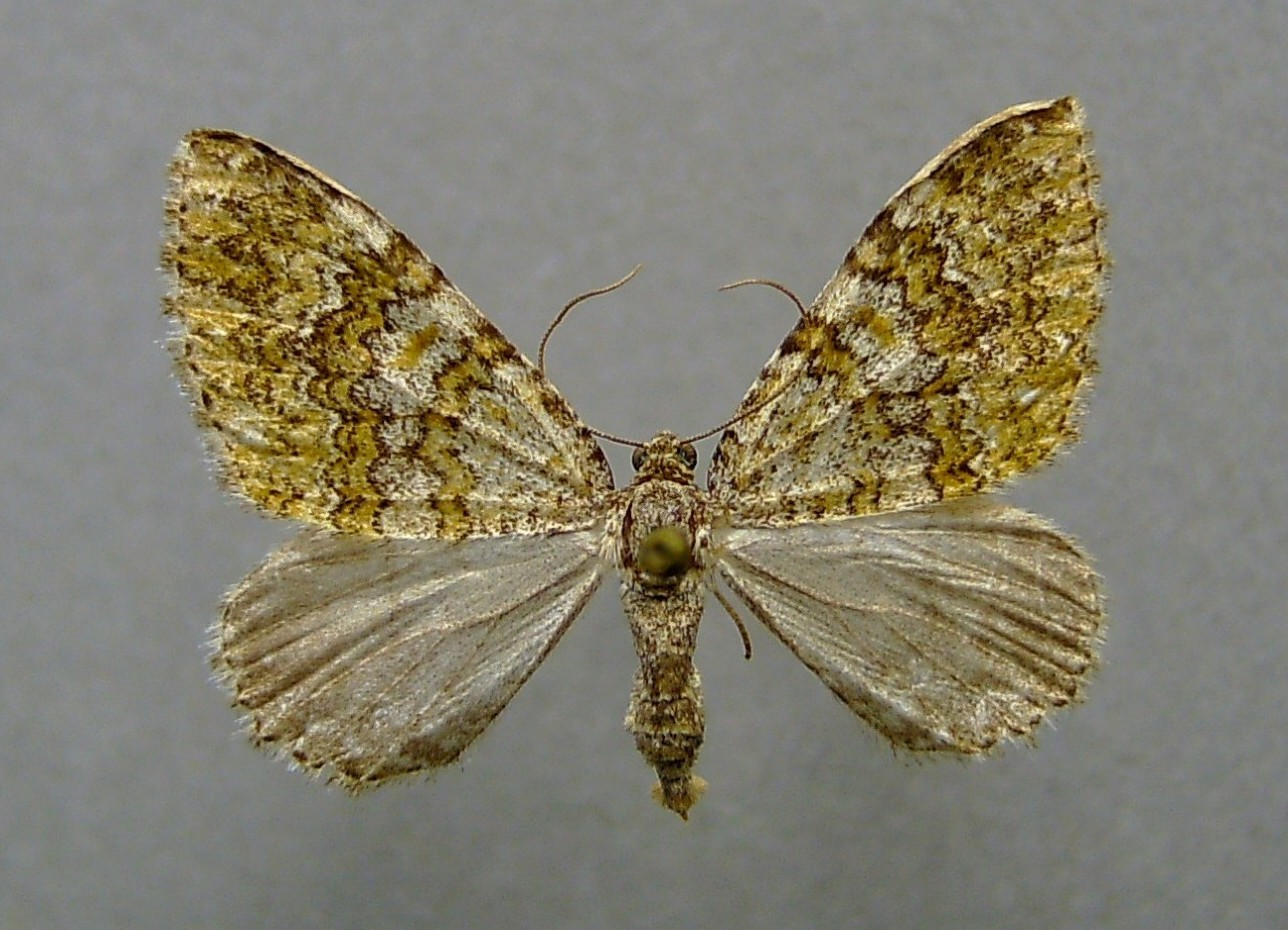